# Mercado de Bakaara

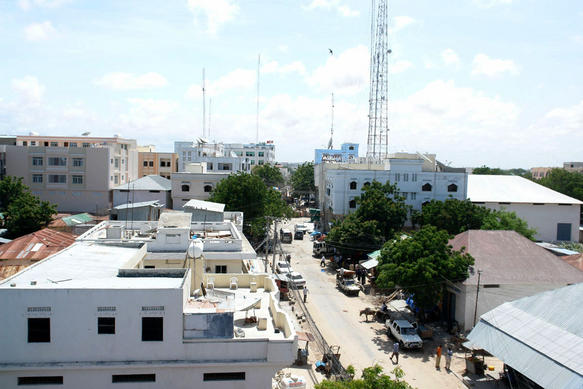
Mercado de Bakaara en Mogadiscio (2005).

El Mercado de Bakaara (en somalí: Suuqa Bakaaraha) es un marcado abierto Mogadiscio, Somalia. Es el más grande del país. El nombre Bakaaraha deriva de la palabra en somalí: Suuqa Bakaaraha para silo de grano o almacenamiento, baqaar.
El mercado fue creado hacia finales de 1972 durante el régimen de Mohamed Siad Barre. Diariamente, los propietarios venden productos esenciales como maíz, sorgo, frijoles, cacahuetes, sésamo, trigo y arroz, gasolina y medicamentos.
Es famoso por sus actividades ilícitas, como la falsificación de pasaportes somalíes, etíopes y keniatas, certificados de nacimiento, diplomas universitarios y otros documentos, mediante un proceso que solo dura unos minutos. Este submercado ilícito es conocido como Cabdalle Shideeye, por uno de sus primeros propietarios.

## Batalla de Mogadiscio
Entre el 3 y el 4 de octubre de 1993, el mercado fue parte de la Batalla de Mogadiscio o la Batalla del Mar Negro. 2 de los 5 helicópteros Black Hawk del ejército de los Estados Unidos fueron derribados en la zona, lo que llevó a un feroz y sangriento tiroteo que duró toda la noche.

## Violencia, incendios, y dinero falsificado
En 1997, una disputa surgió sobre el control de la recaudación de impuestos en el mercado. A raíz de la confrontación, una granada propulsada por un cohete fue disparada hacia un tanque de gasolina. Debido a que estos tanques de gasolina son almacenados en la superficie y no bajo tierra, provocó una serie de estallidos en la que varios civiles resultaron heridos.
En marzo de 1999, cientos de personas huyeron después de que estallaran los conflictos entre clanes rivales. Los conflictos continuaron entre la Unión de Tribunales Islámicos y las milicias laicas a mediados de abril.
El 26 de enero de 2000, el mercado fue lugar del asesinato del comentarista de radio de la Radio del Pueblo Somalí Ahmed Kafi Awale, por el caudillo militar Hussein Mohamed Aidid. Otras 3 personas fallecieron en el tiroteo y otras 7 resultaron heridas.[cita requerida]
El 5 de enero de 2001, se desató un gran incendio intencional en el mercado. La sección de vegetales del marcado fue destruida, al igual que la sección de venta de leche. Las milicias de la Unión de Tribunales Islámicos (UVI) se encargó de disolver el conflicto.
En febrero de 2001, una afluencia de dinero falsificado llevó al cierre del mercado durante un tiempo. El chelín somalí colapsó. Por un tiempo, los comerciantes aceptaban únicamente dólares estadounidenses. El coste de armas se vio afectado, y el coste de alimentos y artículos esenciales se duplicaron durante la crisis.

El 10 de abril de 2004, otro incendio intencional estalló en el mercado. Según un informe al Consejo de Seguridad de la ONU:
En la noche del 10 de abril de 2004, un grave incendio en el mercado principal de Bakaara en Mogadiscio causó la muerte de al menos 8 personas y más de 30 heridos. Saqueadores armados dispararon indiscriminadamente hacia la multitud. El incidente causó inseguridad significativa en las áreas que rodean el mercado.
El 2 de octubre de 2007, estalló otro incendio que se extendió rápidamente. Se dice que el incendio surgió por un proyectil disparado durante un breve conflicto entre las fueras de re-liberación contra invasores etíopes y sus fuerzas aliadas cercanas del gobierno de transición.[cita requerida]
El 15 de octubre de 2009, insurgentes de Al-Shabab bombardearon el mercado mediante el uso de morteros, asesinando a 20 personas y dejando 58 heridos.
El 1 de mayo de 2010, dos bombas estallaron en una mezquita cercana al mercado, causando 39 muertos y 70 heridos.
El 12 de mayo de 2011 la Misión de la Unión Africana en Somalia y el Gobierno Federal de Transición, lanzaron una ofensiva en el marcado para expulsar a los miembros de Al-Shabaab.
El 14 de mayo de 2011, se produjeron fuertes bombardeos en el mercado que causaron la muerte de 14 civiles. Gran parte de los fallecidos eran mujeres que hacían sus compras, y un niño también figuraba entre los fallecidos.
En noviembre de 2012, el jefe de la comunidad de comerciantes de Bakaara, el empresario Ahmed Nure Awdiini, fue asesinado a tiros en las afueras de su oficina en Mogadiscio.

## Puntos de seguridad
El puesto de control de seguridad para el mercado, fue controlado durante un largo tiempo por Mohamed Qanyare Afrah, líder de la facción de Mogadiscio, quién posteriormente fue nombrado Ministro de Seguridad Nacional por el Gobierno Federal de Transición. Los puntos de control para el mercado fueron retirados en junio de 2005 como parte de la iniciativa Hoja Verde para Democracia (GLED) de una "Semana Global contra las Armas Pequeñas."